# Braquiolària
Una braquiolària és la segona etapa del desenvolupament larvari en moltes estrelles de mar que segueix la bipinnària. Els brachiolaria tenen simetria bilateral, a diferència de les estrelles de mar adultes, que tenen una simetria pentaradial. Les estrelles de mar de l'ordre paxil·lòsid (Astropecten i Asterina) no tenen estadi braquiolaria', i la bipinnària es desenvolupa directament en un adult.
La braquiolària es desenvolupa a partir de la larva bipinnària quan aquesta última li creixen tres braços curts a la part inferior del seu extrem anterior. Aquests braços porten cèl·lules enganxoses a la punta i envolten una ventosa adhesiva. La larva aviat s'enfonsa cap al fons, enganxant-se al substrat, primer amb les puntes dels braços, i després amb la ventosa. Un cop ancorada, comença la metamorfosi en la forma adulta.

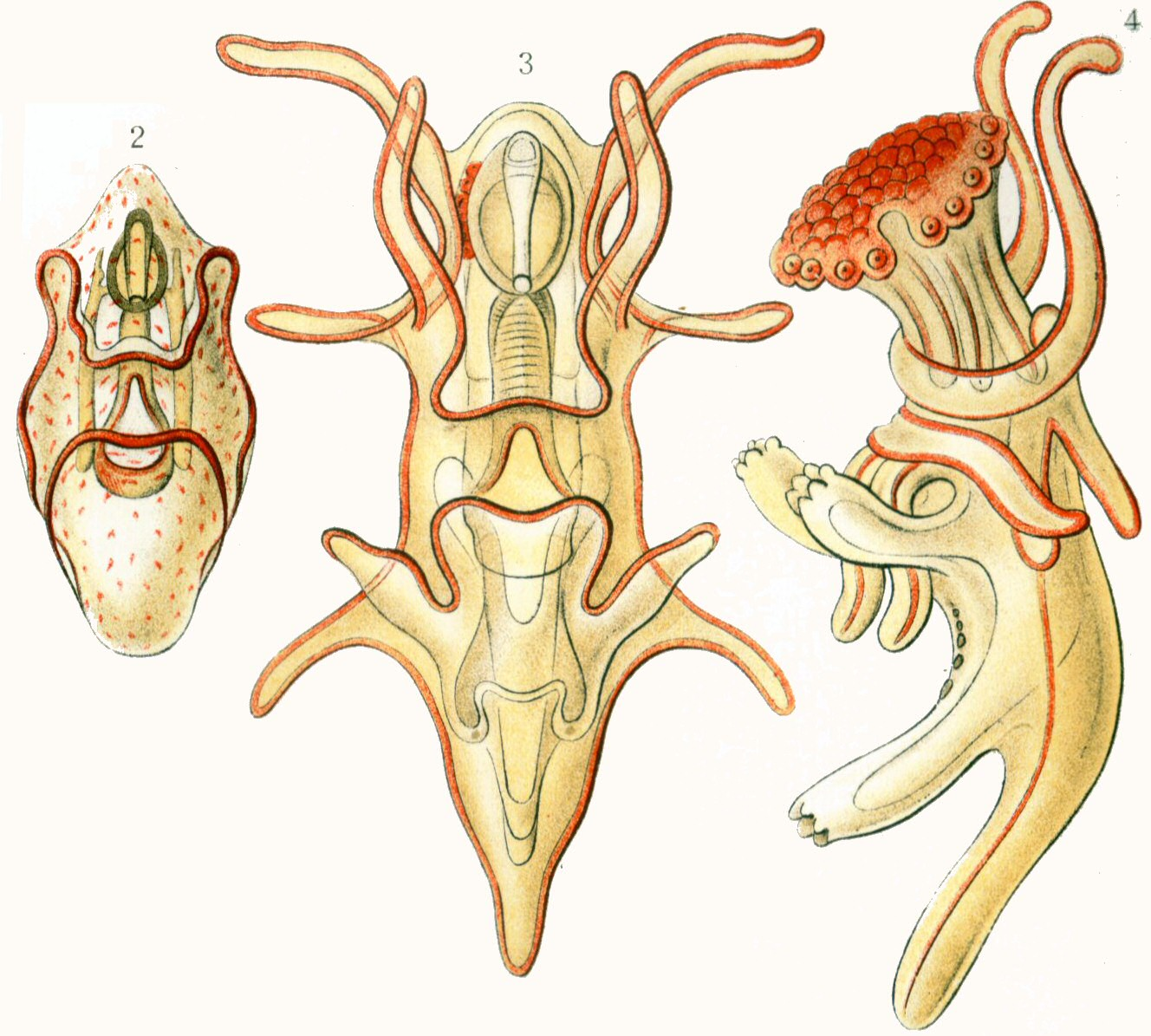
Els tres estats larvaris de les estrelles de mar: scaphularia, bipinnaria i brachiolaria
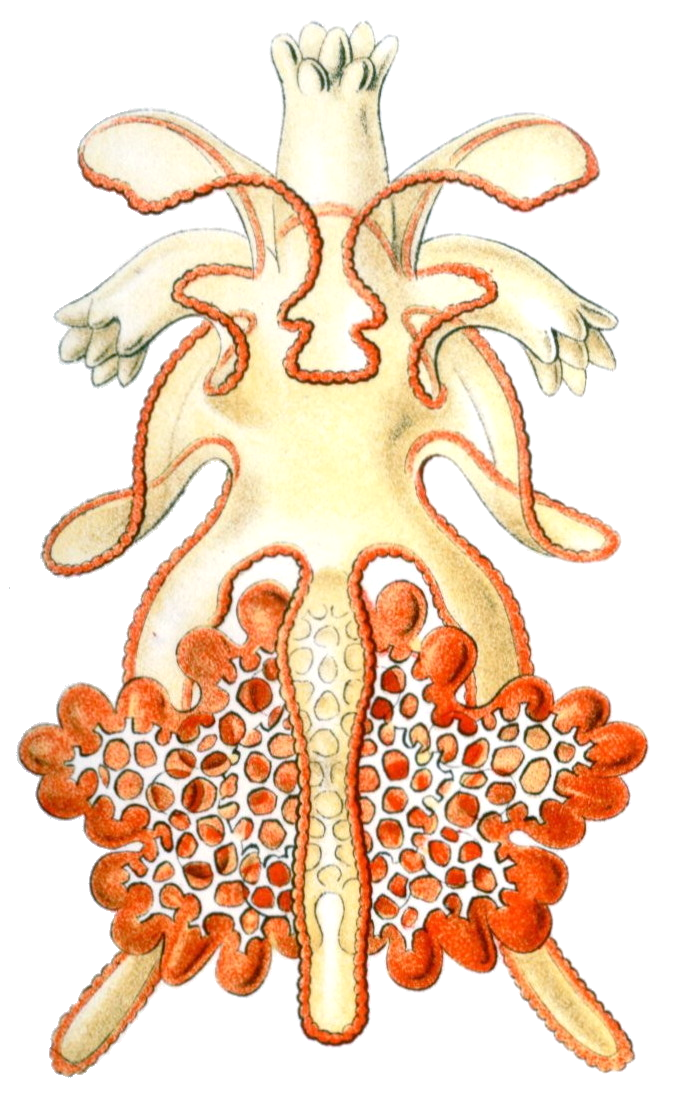
Larva braquiolària en estat avançat d'Asterias sp. des de baix, extrem anterior a la part superior. Del llibre Kunstformen der Natur (1904) d'Ernst Haeckel
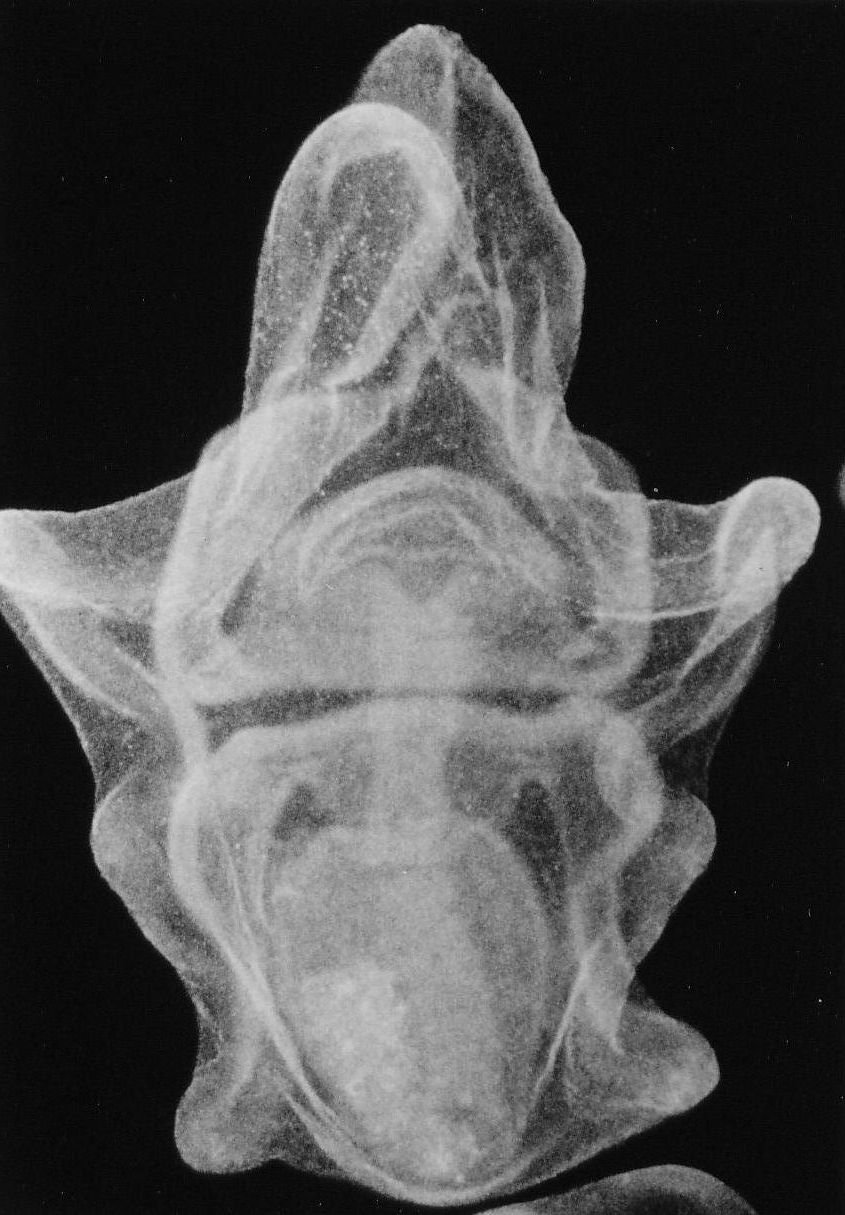
Larva braquiolària d'Acanthaster planci en estat primitiu
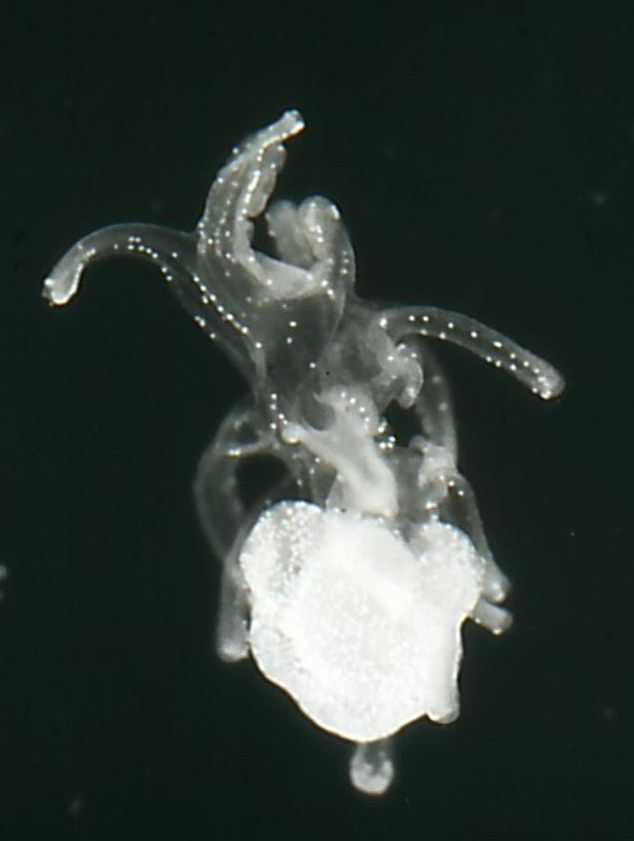
Larva braquiolària d'Acanthaster planci en estat avançat

Les estrelles de mar adultes desenvolupen només la part posterior de la larva, lluny de la ventosa. És a partir d'aquesta part que els braços de l'adult creixen, amb els braços larvaris que finalment degeneren i desapareixen. El sistema digestiu de la larva també degenera i es reconstrueix gairebé del tot. Es forma una nova boca a la part esquerra del cos, que amb el temps es converteix en la superfície inferior (oral) de l'adult. De la mateixa manera, es forma un nou anus a la part dreta, que es converteix en la superfície superior (aboral).
El celoma (cavitat corporal), es divideix en tres cambres en la larva, dues de les quals formen el sistema hidrovascular, mentre que l'altra queda com la cavitat del cos adult. Quan els peus de tub es desenvolupen a partir del sistema hidrovascular, la larva s'allibera de la part inferior. Al voltant del mateix temps, es comença a desenvolupar l'esquelet, inicialment en un anell al voltant de l'anus; en aquest moment la larva s'ha desenvolupat per a un adult, tot i que continuarà creixent uns anys abans d'arribar a la maduresa sexual.